# Stewart SF-3
Chronologie des modèles
Stewart SF02 Aucun
La Stewart SF-3 est la monoplace de Formule 1 engagée par l'écurie Stewart Grand Prix pour le Championnat du monde de Formule 1 1999. Elle est pilotée par le Brésilien Rubens Barrichello et l'Anglais Johnny Herbert et le pilote d'essais est le Brésilien Luciano Burti. C'est la première monoplace dessinée sur ordinateur.

## Historique
La saison débute par une cinquième place de Rubens Barrichello lors du Grand Prix d'Australie alors que Johnny Herbert renonce au départ à la suite d'un problème moteur. Au Brésil, le Brésilien, parti de la troisième place sur la grille, abandonne à cause d'une panne moteur alors qu'il prétendait au podium,. Lors de la manche suivante, disputée à Saint-Marin, le Brésilien, élancé depuis la sixième place, termine troisième, alors que Johnny Herbert essuie son troisième problème mécanique consécutif,.
La suite de la saison est plus difficile pour l'écurie de Jackie Stewart : en effet, alors que les deux pilotes sont victimes de problèmes de fiabilité, Barrichello est disqualifié du Grand Prix d'Espagne en raison de la non-conformité des attaches du font plat de sa SF-3. Au Canada, Herbert parvient à ramener ses premiers points pour le compte de l'écurie britannique.
Les bonnes performances de Rubens Barrichello payent lors du Grand Prix de France : le Brésilien signe à Magny-Cours l'unique pole position de l'écurie. En course, Barrichello mène la majeure partie de la course avant de céder aux attaques de Heinz-Harald Frentzen et de Mika Häkkinen et de terminer troisième.
Les problèmes de fiabilité empêchent ensuite de concrétiser les bonnes performances des pilotes Stewart en course et il faut attendre le Grand Prix de Hongrie pour revoir Herbert marquer des points. L'apogée de l'écurie arrive au Grand Prix d'Europe, où partis loin sur la grille, Herbert signe l'unique victoire de l'écurie en Formule 1 alors que Barrichello termine troisième,. Ces bonnes performances et l'arrivée dans les points des deux pilotes Stewart en Malaisie permettent à l'écurie britannique de prendre la quatrième place du championnat des constructeurs à l'écurie Williams F1 Team.
À la fin de la saison, Stewart Grand Prix termine quatrième du championnat des constructeurs avec 36 points. Rubens Barrichello prend la septième place du championnat des pilotes avec 21 points tandis que Johnny Herbert est huitième avec 15 points. Ford rachète l'écurie et le rebaptise Jaguar Racing pour la saison 2000.

## Stewart SF-3B
Michelin, afin de préparer son retour en Formule 1 en 2001, acquiert une Stewart SF-3 afin de tester ses pneumatiques. La Stewart SF-3B est pilotée par l'Allemand Jörg Müller.

## Résultats en championnat du monde de Formule 1

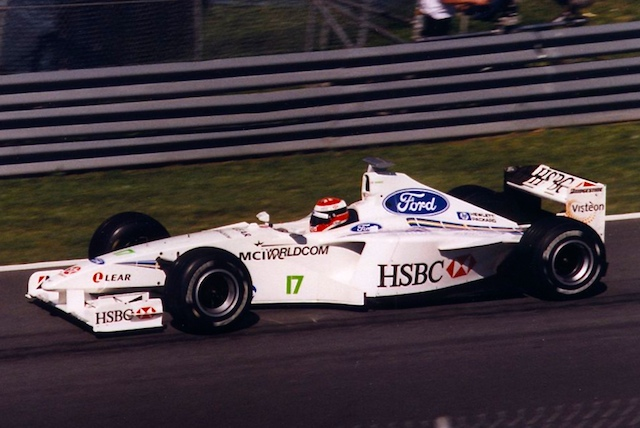
Johnny Herbert à bord de la Stewart SF-3 lors du Grand Prix du Canada 1999.

| Saison | Écurie            | Moteur                 | Pneus       | Pilotes            | Courses | Courses | Courses | Courses | Courses | Courses | Courses | Courses | Courses | Courses | Courses | Courses | Courses | Courses | Courses | Courses | Points inscrits | Classement |
| Saison | Écurie            | Moteur                 | Pneus       | Pilotes            | 1       | 2       | 3       | 4       | 5       | 6       | 7       | 8       | 9       | 10      | 11      | 12      | 13      | 14      | 15      | 16      | Points inscrits | Classement |
| ------ | ----------------- | ---------------------- | ----------- | ------------------ | ------- | ------- | ------- | ------- | ------- | ------- | ------- | ------- | ------- | ------- | ------- | ------- | ------- | ------- | ------- | ------- | --------------- | ---------- |
| 1999   | HSBC Stewart Ford | Ford-Cosworth CR-1 V10 | Bridgestone |                    | AUS     | BRÉ     | SMR     | MON     | ESP     | CAN     | FRA     | GBR     | AUT     | ALL     | HON     | BEL     | ITA     | EUR     | MAL     | JAP     | 36              | 4e         |
| 1999   | HSBC Stewart Ford | Ford-Cosworth CR-1 V10 | Bridgestone | Rubens Barrichello | 5e      | Abd     | 3e      | 9e      | Dsq     | Abd     | 3e      | 8e      | Abd     | Abd     | 5e      | 10e     | 4e      | 3e      | 5e      | 8e      | 36              | 4e         |
| 1999   | HSBC Stewart Ford | Ford-Cosworth CR-1 V10 | Bridgestone | Johnny Herbert     | Np      | Abd     | 10e     | Abd     | Abd     | 5e      | Abd     | 12e     | 14e     | 11e     | 11e     | Abd     | Abd     | 1er     | 4e      | 7e      | 36              | 4e         |

Légende : ici 